# Gabriel Teixidó i Sabater
Gabriel Teixidó Sabater (Barcelona, 1947) és un dissenyador industrial català.
Rep la seva formació a l'Escola d'Arts Aplicades i Oficis Artístics de Barcelona. Comença a treballar a l'empresa Vives de mobiliari fins que el 1970 estableix el seu estudi professional des d'on col·labora amb diverses productores principalment de mobiliari i il·luminació nacionals i internacionals. Ha impartit classes a l'Escola Eina de Barcelona i ha estat membre de la junta de l'ADI FAD.
Els seus dissenys han estat presents en nombroses exposicions i han aparegut publicats en catàlegs, anuaris, llibres i revistes. Tanmateix han obtingut nombrosos premis i seleccions. El 1986 Texidó va rebre el premi APECM0 com a reconeixement a la seva trajectòria professional. D'entre els dissenys més destacats cal esmentar el llum de taula Llagosta (1973), l'ampoller Canaletes (1992) o el llum Hi-fi (1998).